# Partie de campagne (court métrage)
Pour les articles homonymes, voir Partie de campagne.
Pour plus de détails, voir Fiche technique et Distribution.
Partie de campagne ou Le Pique-nique de donald (Orphans' Picnic) est un court métrage d'animation américain des studios Disney  américain avec Mickey Mouse, sorti en 1936.

## Synopsis
Mickey et Donald décident d'emmener un groupe de souriceaux à bord d'une camionnette pour pique-niquer. Mais les jeunes ont eux décidé de rendre la vie impossible à Donald. Ils volent la nourriture puis lui offrent une fleur contenant une abeille. Après plusieurs péripéties, il arrive à s'en défaire mais les enfants lui offrent un sandwich avec une autre abeille.

## Fiche technique
- Titre original :  Orphans' Picnic
- Titre français :  Partie de campagne
- Série : Mickey Mouse
- Réalisation : Ben Sharpsteen
- Animation : Les Clark, Shamus Culhane, Al Eugster, Dick Lundy
- Musique : Albert Hay Malotte
- Production : Walt Disney, John Sutherland
- Société de production : Walt Disney Productions
- Société de distribution : United Artists
- Format :  Couleurs (Technicolor) - 35 mm - 1,37:1 - Son mono (RCA Sound System)
- Durée :  8 min
- Langue :  Anglais
- Pays de production :  États-Unis
- Date de sortie : 
  - États-Unis : 15 février 1936[1]

## Voix  originales
- Walt Disney : Mickey Mouse
- Clarence Nash : Donald Duck

## Voix françaises
- Jean-Paul Audrain : Mickey Mouse
- Sylvain Caruso : Donald Duck

## Titre en  différentes langues
- Allemagne : Picknick mit Kindern
- Suède : Livet på landet

Source : IMDb

## Sorties DVD
- Les Trésors de Walt  Disney : Mickey Mouse, les années couleurs 1re partie (1935-1938)